# Agathidium haemorrhoum
Agathidium haemorrhoum är en skalbaggsart som beskrevs av Wilhelm Ferdinand Erichson 1845. Agathidium haemorrhoum ingår i släktet Agathidium, och familjen mycelbaggar. Enligt den svenska rödlistan är arten nära hotad i Sverige. Arten förekommer i Götaland. Artens livsmiljö är jordbrukslandskap, stadsmiljö.